# Сан Акејша (Њу Мексико)
Сан Акејша (енгл. San Acacia) насељено је место без административног статуса у америчкој савезној држави Њу Мексико.

## Демографија
По попису из 2010. године број становника је 44.
| Група             | 2000.    | 2010.      |
| Белци             | 0 (0,0%) | 22 (50,0%) |
| Афроамериканци    | 0 (0,0%) | 0 (0,0%)   |
| Азијати           | 0 (0,0%) | 0 (0,0%)   |
| Хиспаноамериканци | 0 (0,0%) | 22 (50,0%) |
| Укупно            | 0        | 44         |